# Warmbronn
Warmbronn är en ortsteil i kommunen Leonberg i Landkreis Böblingen i regionen Stuttgart i Regierungsbezirk Stuttgart i förbundslandet Baden-Württemberg i Tyskland. Warmbronn var en kommun fram till 1 januari 1975 när den uppgick i Leonberg.